# Geoffroy (abbé)
Pour les articles homonymes, voir Geoffroy.
 (septembre 2022).
Geoffroy, né au XIe siècle et mort le 29 décembre 1150, est un bénédictin normand, quatorzième abbé du mont Saint-Michel, de 1149 à 1150.
Le précédent abbé du Mont Saint-Michel, Bernard du Bec n’avait pas encore été inhumé, que les religieux, empressés, après une époque de troubles civils, de consacrer par l’exercice les anciens privilèges de leur communauté leur permettant, selon la règle de saint Benoit, d’élire leur abbé, règle que le duc de Normandie Richard le Bon avait sanctionnée lorsqu’il avait refondé le monastère, mais que Guillaume le Conquérant, avait ignoré en nommant les abbés, s’étaient réunis en chapitre et lui avaient nommé un successeur.
Geoffroy, moine profès, dont le caractère et les connaissances avaient acquis l’estime et l’affection de ses frères, fut celui qui réunit leurs suffrages. Une bulle expresse, émanée le 15 décembre 1149 du souverain pontife Eugène III, confirma cette élection, mais ne put fléchir la colère que ce choix excita dans l’esprit du duc de Normandie Geoffroy V.
À une époque où l’autorité ducale était encore mal affermie, et dans un pays où les agitations civiles prolongeaient leurs dernières oscillations, le souverain vit un acte d’insubordination dans un choix qui lui parut fait en dehors et au préjudice de ses droits. Aussi, voulant réprimer, par la sévérité de l’exemple, toute pareille velléité d’indépendance, fit-il immédiatement saisir le temporel du monastère. Il n’y avait d’autre moyen de fléchir la colère du prince que de lui offrir une forte indemnité. Le couvent se résigna à subir cette nécessité. Comme il fallut, pour cela, puiser dans des bourses étrangères, le monastère ne régularisa donc l’élection de son abbé qu’en grevant son avenir par un lourd sacrifice financier.
Un an ne s’était pas écoulé que la mort enleva le bâton pastoral laissé par le duc dans les mains de Geoffroy, qui fut inhumé auprès de son prédécesseur.

## Sources
- Fulgence Girard, Histoire géologique, archéologique et pittoresque du Mont Saint-Michel au péril de la mer, E. Tostain, 1843 (OCLC 1194216491, lire en ligne), p. 132-133.
- Véronique Gazeau (préf. David Bates et Michel Parisse), Normannia monastica (Xe – XIIe siècle) : II-Prosopographie des abbés bénédictins, Caen, Publications du CRAHM, 2007, 403 p. (ISBN 978-2-902685-44-8, lire en ligne)